# Angiosarcoma
El angiosarcoma es un tipo de cáncer que se origina en la capa más interna - endotelio - de los vasos sanguíneos, o vasos linfáticos, de cualquier tejido del organismo. Es una variedad de sarcoma poco frecuente que representa el 2% del total de sarcomas extirpados.
Aparece con más frecuencia en áreas de la cabeza, cuello, mama —sobre todo después de radiación sobre el órgano—, hueso, hígado y bazo. En el 30 % de los casos el tumor se origina en la piel.
El angiosarcoma es un tumor maligno agresivo y de rápido crecimiento que tiene la particularidad de tender a reproducirse en el mismo lugar en el que se ha extirpado, por ello la cirugía no siempre es satisfactoria y se suele complementar con tratamientos de quimioterapia o radioterapia.  

## Clasificación
Según su origen pueden dividirse en 2 grupos:
• Primitivos o idiopáticos. No existe antecedente de enfermedad previa que justifique su aparición, se presentan habitualmente en la piel de la cabeza o en tejidos blandos y profundos. 
• Secundarios. Existe un antecedente que justifica su aparición, por ejemplo radiaciones para el tratamiento de otro tumor previo,  traumatismos graves o edema de origen linfático —linfedema—.